# Suicides d'amour à Sonezaki
Suicides d'amour à Sonezaki (曾根崎心中, Sonezaki Shinjū) ou Double Suicide à Sonezaki est une pièce inscrite au répertoire du théâtre bunraku ; elle a été écrite par Chikamatsu Monzaemon et traite d'un suicide d'amour. Représentée pour la première fois le 20 juin 1703 puis de nouveau jouée en 1717, avec des scènes supplémentaires (la punition du méchant), ce n'est ni sa première œuvre, ni sa plus fameuse (Les Batailles de Coxinga restée 17 mois à l'affiche), mais elle est la plus populaire de ses « tragédies domestiques » ou « pièces de théâtre domestiques » (sewa-mono), selon la caractérisation que fait Donald Keene des pièces non-historiques.

## Intrigue
Suicides d'amour à Sonezaki est une pièce en trois actes, dont l'action dure un jour et une nuit. Les deux personnages principaux sont Tokubei, jeune orphelin, employé dans un magasin d'huile et de soja, et Ohatsu, la courtisane dont il est épris.

### Premier acte
Dans le prologue, on découvre Ohatsu qui accompagne au pèlerinage des trente-trois temples consacrés à la déesse Kannon un de ses clients, qui passe son temps à boire.
La première scène montre Tokubei et un jeune collègue faisant la tournée des clients de leur magasin ;  Tokubei rencontre Ohatsu dans l'enceinte du sanctuaire d'Ikukunitama (à Osaka). Elle le rabroue pour sa froideur, car il ne lui donne pas de ses nouvelles.
Tokubei se confie alors. L'oncle de Tokubei, qui est aussi son patron, impressionné par son sérieux et son honnêteté au travail, lui a proposé la main de la nièce de sa femme. Mais Tokubei, qui aime en secret Ohatsu, a poliment refusé. Son oncle insistant a réussi à convaincre la belle-mère de Tokubei, qui a perçu deux kamme de  dot, avant de rentrer dans son village. 
À cette nouvelle, Tokubei a continué de refuser catégoriquement ce mariage. L'oncle, furieux, a renvoyé Tokubei et a exigé qu'il lui rembourse les deux kamme. Tokubei, rentré au village, est parvenu avec l'aide de voisins à récupérer l'argent de sa belle-mère. Toutefois, sur le chemin du retour, il a rencontré Kuheiji, vieil ami et marchand d'huile, qui lui a déclaré avoir absolument besoin de deux kamme pendant quelques jours, faute de quoi son négoce ferait faillite. Tokubei, qui a bon cœur, lui prête la somme se disant qu'il a encore plusieurs jours devant lui avant rendre l'argent à son oncle.
Au moment où Tokubei finit son récit, Kuheiji entre dans le sanctuaire à la tête d'un groupe de noceurs, et Tokubei en profite pour lui demander le remboursement de sa créance. 
Mais Kuheiji nie lui avoir contracté un prêt. Quand Tokubei lui montre les documents avec le sceau de Kuheiji certifiant ses dires, il nie en bloc, prétend avoir perdu son sceau trois jours avant la signature du document et se déclare victime d'une tentative d'extorsion d'argent. Il prouve sa version des faits avec la déclaration faite en ce sens aux autorités.
Tokubei réalise qu'il a été trompé et se jette sur Kuheiji, mais ses acolytes le rouent de coups.

### Acte deux
Tokubei à peine remis de son passage à tabac, retourne tristement à Tenma où travaille Ohatsu. Mais Kuheiji est lui aussi en train de se rendre au quartier de plaisir bien décidé à se vanter de sa nouvelle fortune et du succès de sa vilénie, il propage tout autour de lui la rumeur voulant que Tokubei ait essayé de lui extorquer de l'argent.
Quand Kuheiji et ses amis arrivent et interviennent avec arrogance, Ohatsu cache à la hâte Tokubei sous son kimono. Kuheiji est là à se vanter, racontant comment Tokubei sera sûrement exécuté ou exilé et se réjouit à l'idée de posséder alors Ohatsu. Ohatsu et Tokubei qui se parlent secrètement avec leurs mains et leurs pieds, décident de mourir ensemble dans la nuit.
Le deuxième acte se termine alors qu'ils se faufilent devant le serviteur endormi gardant la sortie de la maison close.

### Acte trois

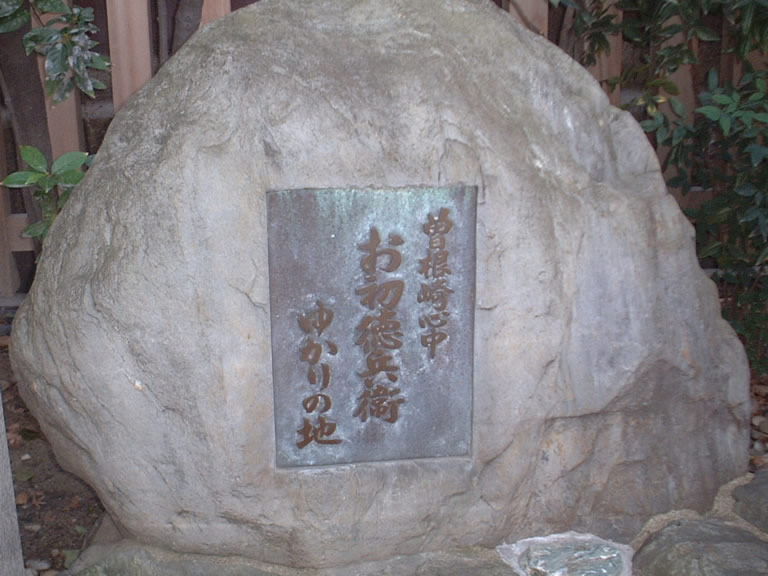
Monument en l'honneur de Tokubei et Ohatsu dans le sanctuaire Tsuyu-no-ten (Osaka)

Le troisième acte commence par la longue litanie et les serments que s'échangent les deux amants. Tous deux se rendent dans le bois situé dans l'enceinte d'un sanctuaire du quartier de Sonezaki ; là pousse un arbre rare constitué d'un pin noueux entrelacés à un palmier. Ils décident de commettre en ce lieu l'irréparable.
Tokubei attache Ohatsu à l'arbre. Tremblant, il ne parvient pas tout de suite à ses fins, ses premiers coups de rasoir sont mal assurés, mais il finit par toucher Ohatsu à la gorge et elle commence à agoniser. Avant qu'elle ne meure, Tokubei s'enfonce le rasoir dans la gorge, et ils meurent ensemble.

## Contexte
Jouée pour la première fois le 20 juin 1703, la pièce a pour trame un double suicide survenu un mois auparavant à Osaka : un commis nommé Tokubyôé s'est suicidé en même temps qu'une courtisane de la maison Tenma nommée justement Ohatsu. Chikamatsu a gardé dans sa pièce les noms originaux, mais il a inventé et rajouté la péripétie tramée par l'odieux Kuheiji.
Suicides d'amour à Sonézaki est la première pièce de jōruri à mettre en scène des gens du commun. Jusqu'alors les pièces étaient plutôt consacrées à de hauts personnages. Les spectacles connaissant un très grand succès (notamment grâce à la performance du marionnettiste lors du prologue), cette pièce a permis de sauver le Takemoto-za, théâtre d'Osaka, de graves difficultés financières.